# Географія Малайзії
Малайзія — південносхідноазійська країна, що знаходиться на південно-східному краї континенту; західна частина займає південь півострова Малакка, східна — північно-західну частину острова Калімантан (Борнео) . Загальна площа країни 329 847 км² (67-ме місце у світі), з яких на суходіл припадає 328 657 км², а на поверхню внутрішніх вод — 1 190 км². Площа країни майже вдвічі менша за площу України. 

## Назва
Офіційна назва — Малайзія (малай. مليسيا, Malaysia). Назва країни походить від тамільських / санскритських слів «мелай» (малай. மலை ; санскр. मलै) — пагорб і «ур» (малай. ஊர் ; санскр. उर्) — міст тобто місто на пагорбі. Назва увійшла в ужиток, коли в III столітті на півострові Малакка об'єдналося кілька індійських королівств. Таким чином, Малайзія, топонім, утворений за рідкісною словотворчою моделлю (подібно до Австразії), означає Землю малайського народу. До 1963 року, коли країна об'єдналась з Сінгапуром, Сабахом і Сараваком в єдину федерацію Малайзія, країна називалась просто Федерація Малайя.

## Географічне положення
Малайзія — південносхідноазійська країна, що межує з трьома іншими країнами: на півночі — з Таїландом (спільний кордон — 595 км), на острові Калімантан — з Брунеєм (266 км) і Індонезією (1881 км). Загальна довжина державного кордону — 2742 км. Малайзія омивається водами Південнокитайського моря Тихого океану; західне узбережжя півострова Малакка — водами протоки Малакка. Загальна довжина морського узбережжя 4675 км, з яких на узбережжя півострову Малакка припадає 2068 км, на малазійське узбережжя острова Калімантан — 2607 км.

Карта Малайзії від ООН (англ.)Карта Малайзії від ООН (англ.)
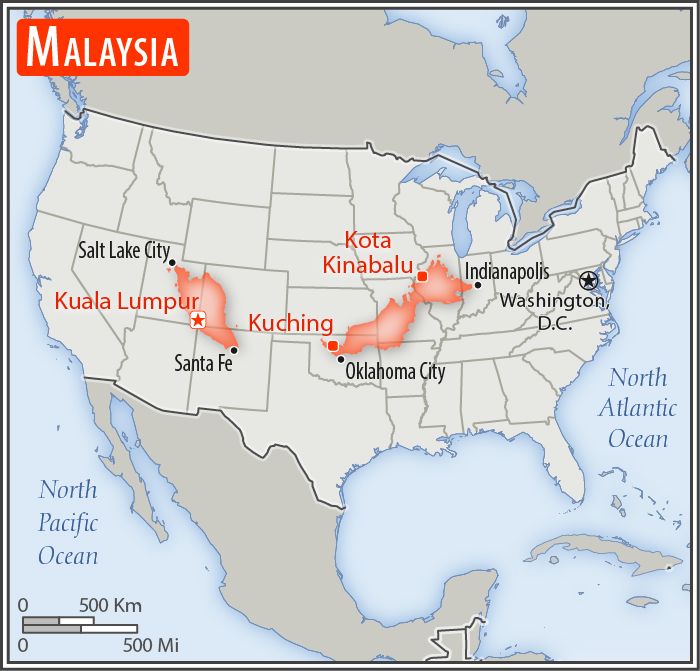
Порівняння розмірів території Малайзії та США
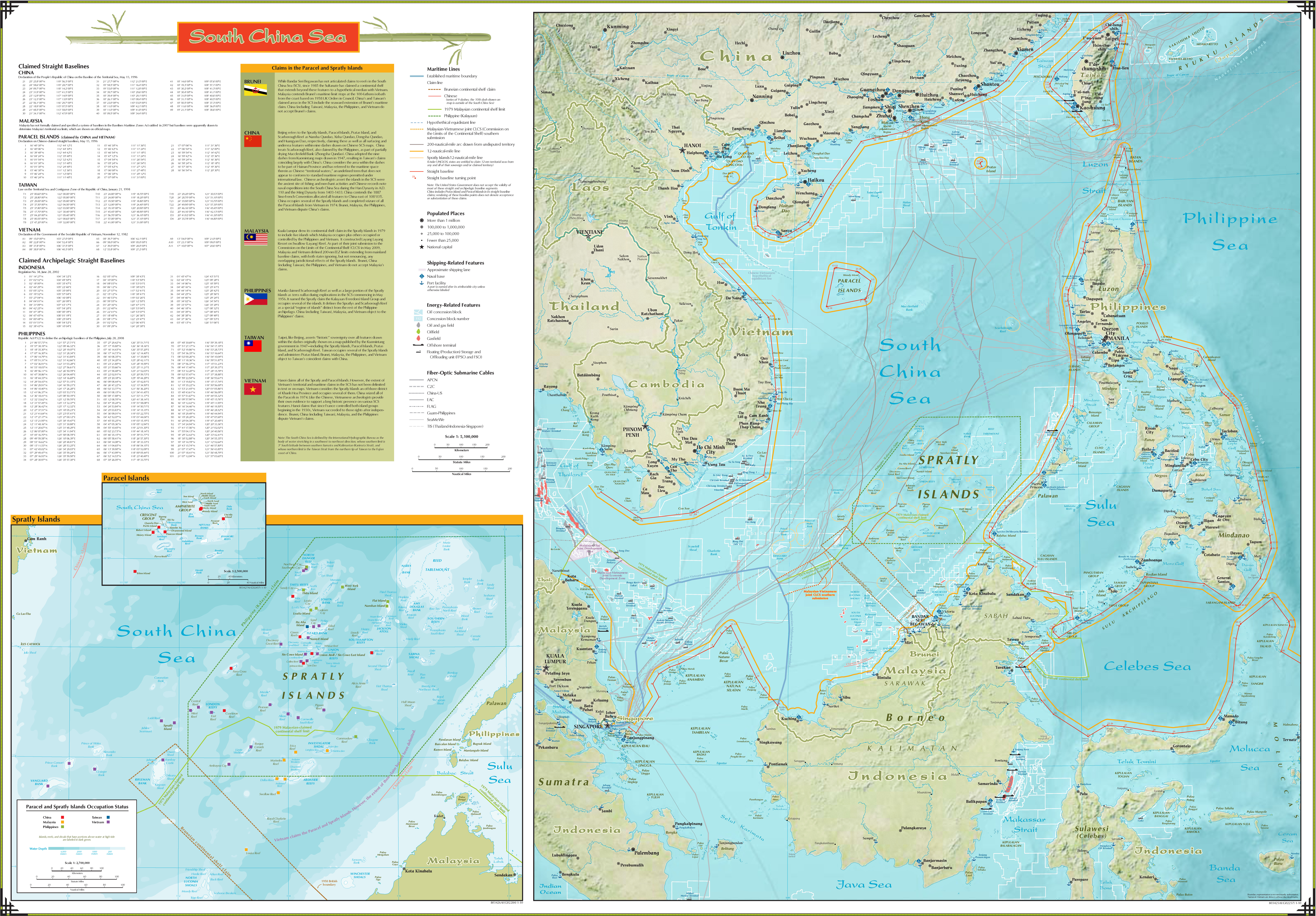
Територіальні претензії країн у Південнокитайському морі
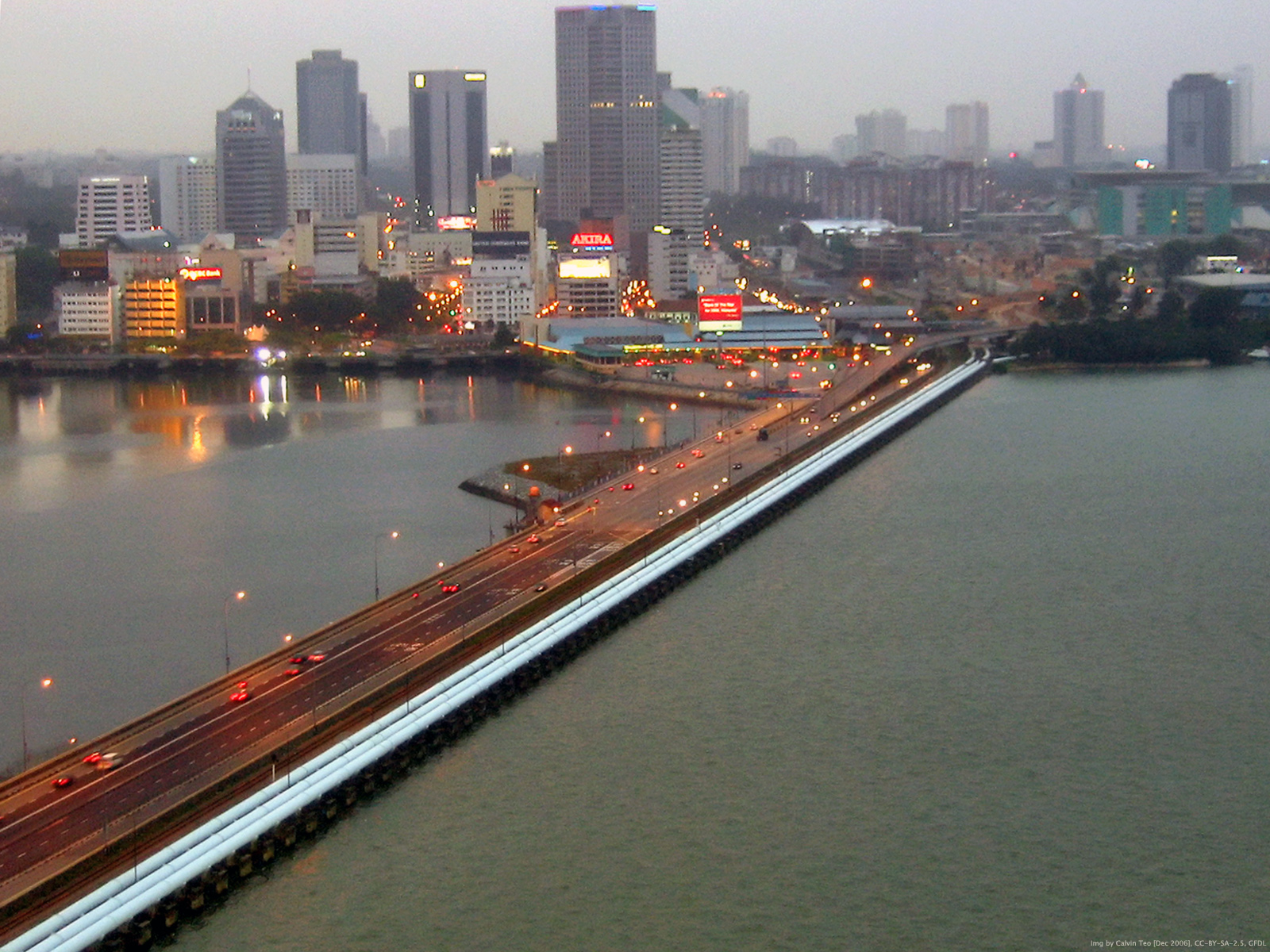
Гребля, що поєднує малайське місто Джохор з Сінгапуром

Згідно з Конвенцією Організації Об'єднаних Націй з морського права (UNCLOS) 1982 року, протяжність територіальних вод країни встановлено в 12 морських миль (22,2 км). Виключна економічна зона встановлена на відстань 200 морських миль (370,4 км) від узбережжя. Континентальний шельф — до глибини 200 м у Південнокитайському морі.

### Час
Час у Малайзії: UTC+8 (+6 годин різниці часу з Києвом).

## Геологія

### Корисні копалини
Надра Малайзії багаті на ряд корисних копалин: олово, нафту, мідь, залізну руду, природний газ, боксити.

## Рельєф
Середні висоти — 419 м; найнижча точка — рівень вод Індійського океану (0 м); найвища точка — гора Кінабалу (4100 м).
Поверхня півострова Малакка горбисто-гориста (вис. до 1000—2000 м; найвища гора Тахан, 2190 м). Горби і невисокі гори півострівної Малайзії створюють декілька паралельних ланцюгів. Найбільший — хребет Кербау — має субмеридіональне простягання, перетинає майже всю країну і утворює головний вододіл півострова Малакка. Уздовж узбережжя півострова Малакка — заболочені алювіальні низовини шириною 30-90 км.

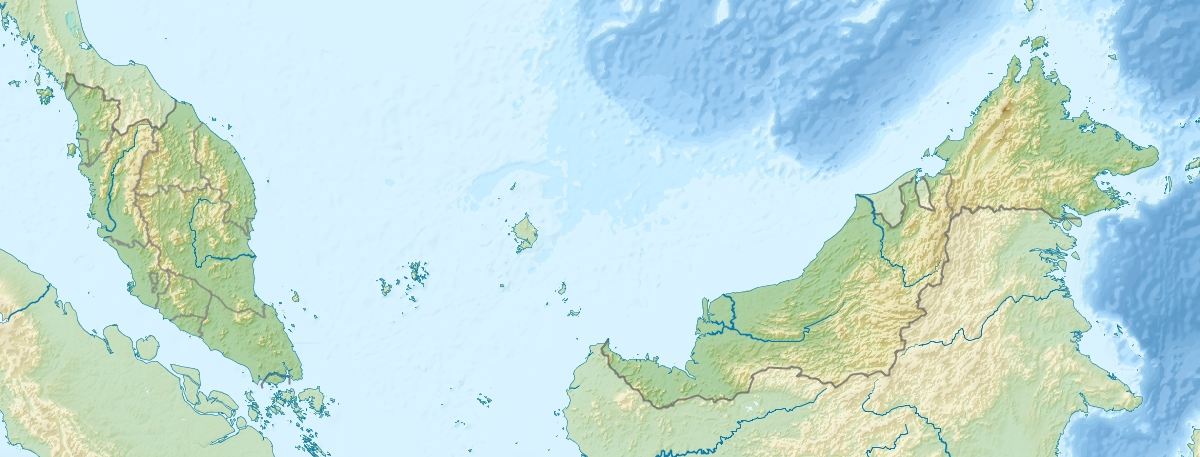
Рельєф Малайзії
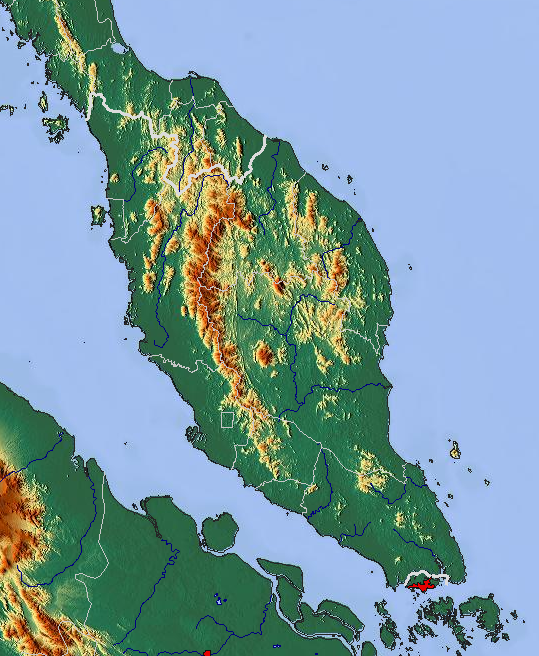
Топографія Західної Малайзії
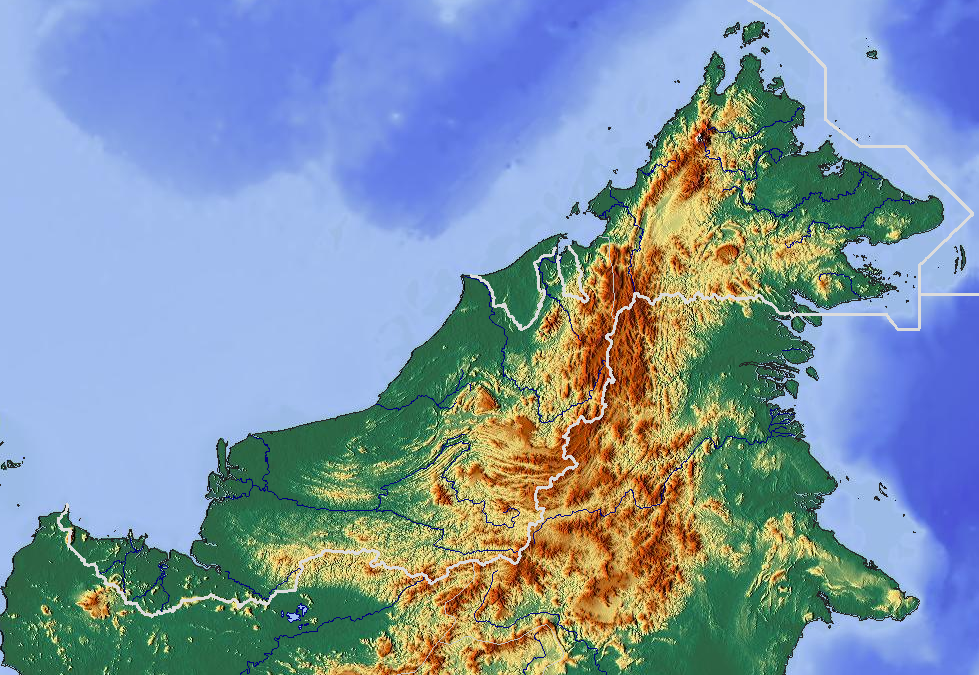
Топографія Східної Малайзії
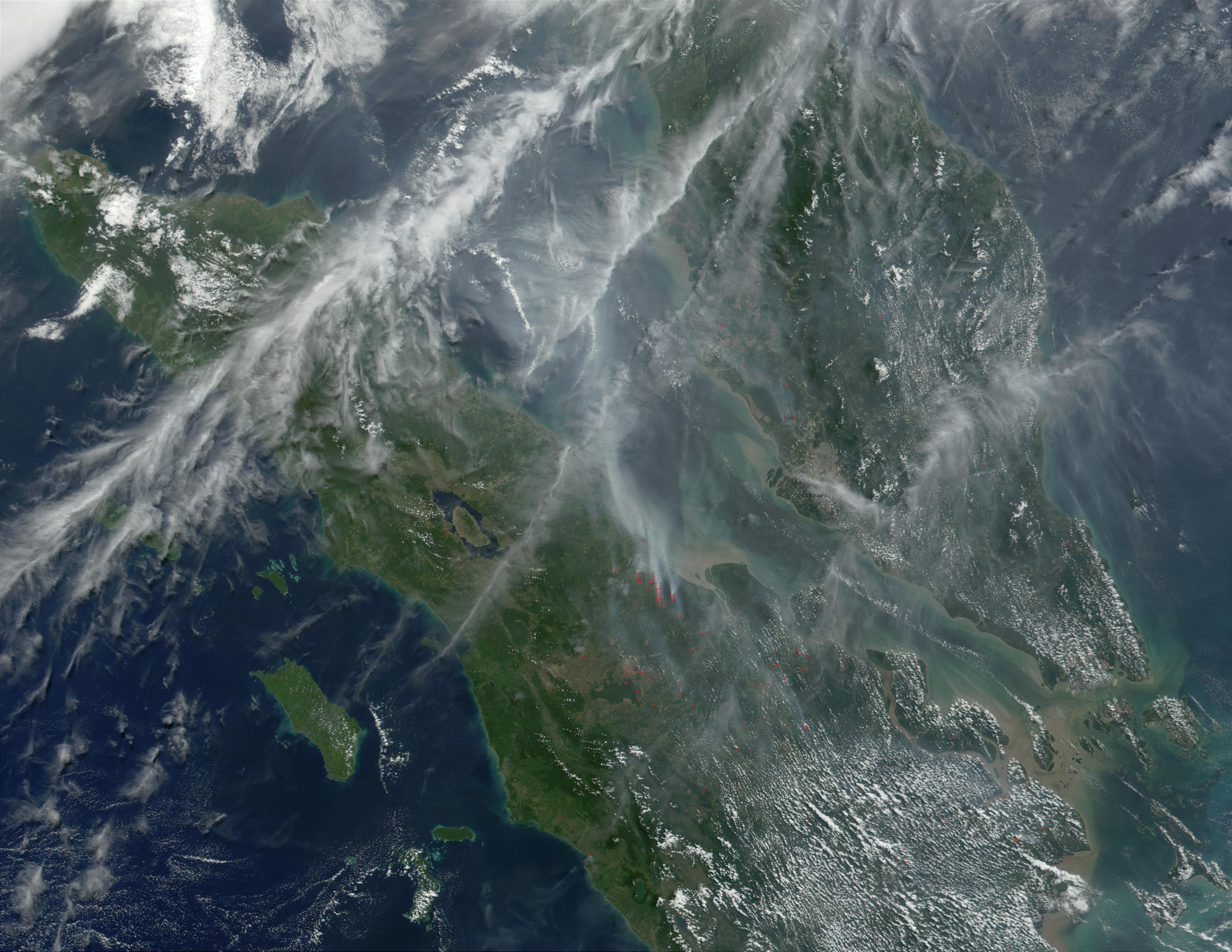
Супутниковий знімок Малакки
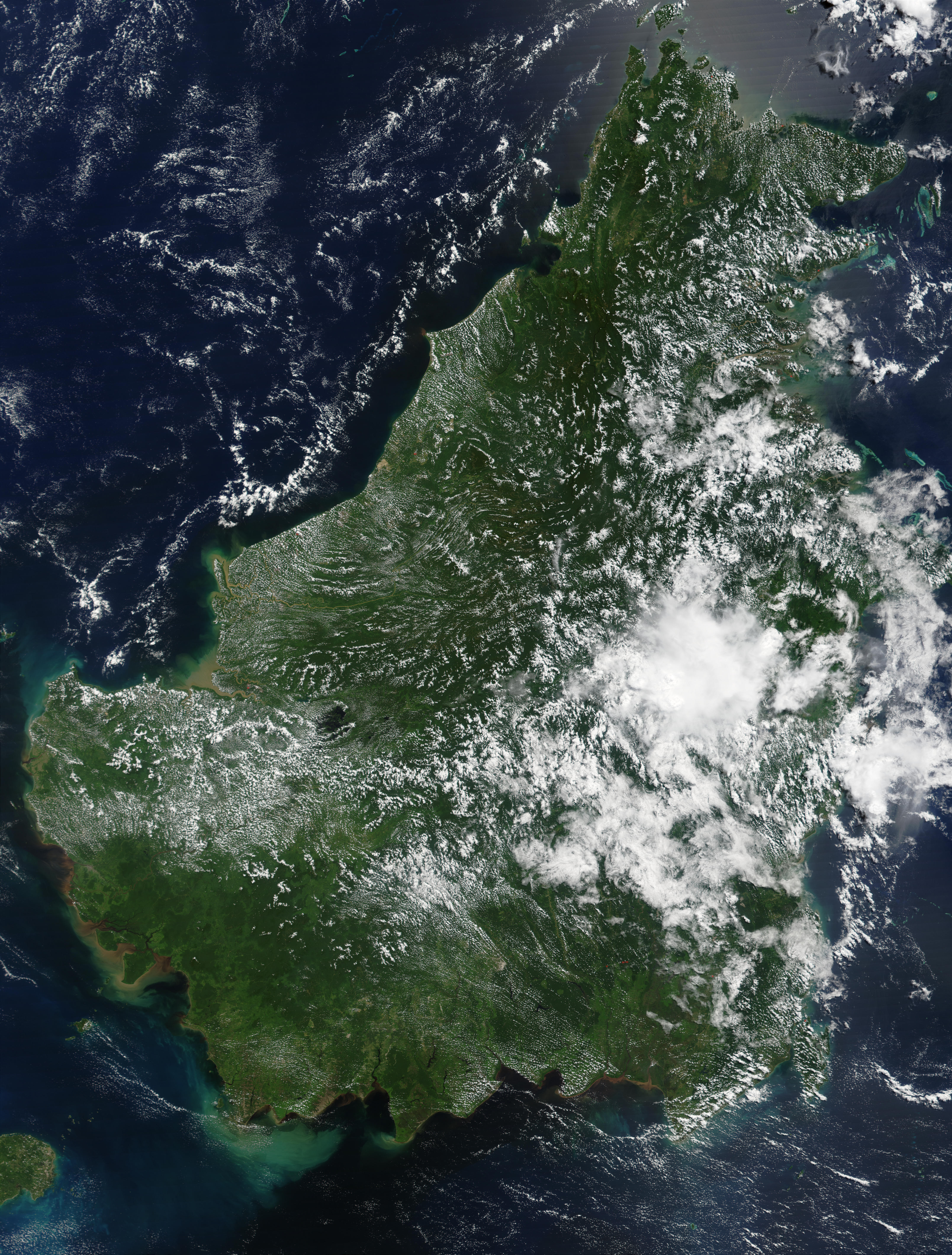
Супутниковий знімок Калімантану

Велика частина Східної Малайзії зайнята плоскогір'ям і масивним гірським хребтом на кордоні з Індонезією. На північному сході острів Калімантан облямований кораловими рифами. Вздовж узбережжя Калімантану — низовини; в глибині острова — горби і гірські хребти висотою 2000—2400 м. (найвища точка країни — гора Кінабалу, 4101 м).

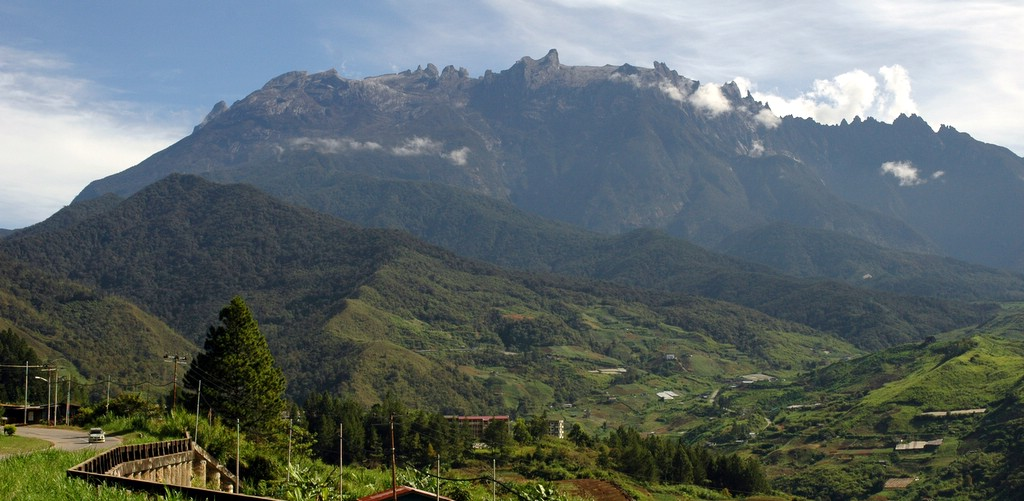
Гора Кінабалу
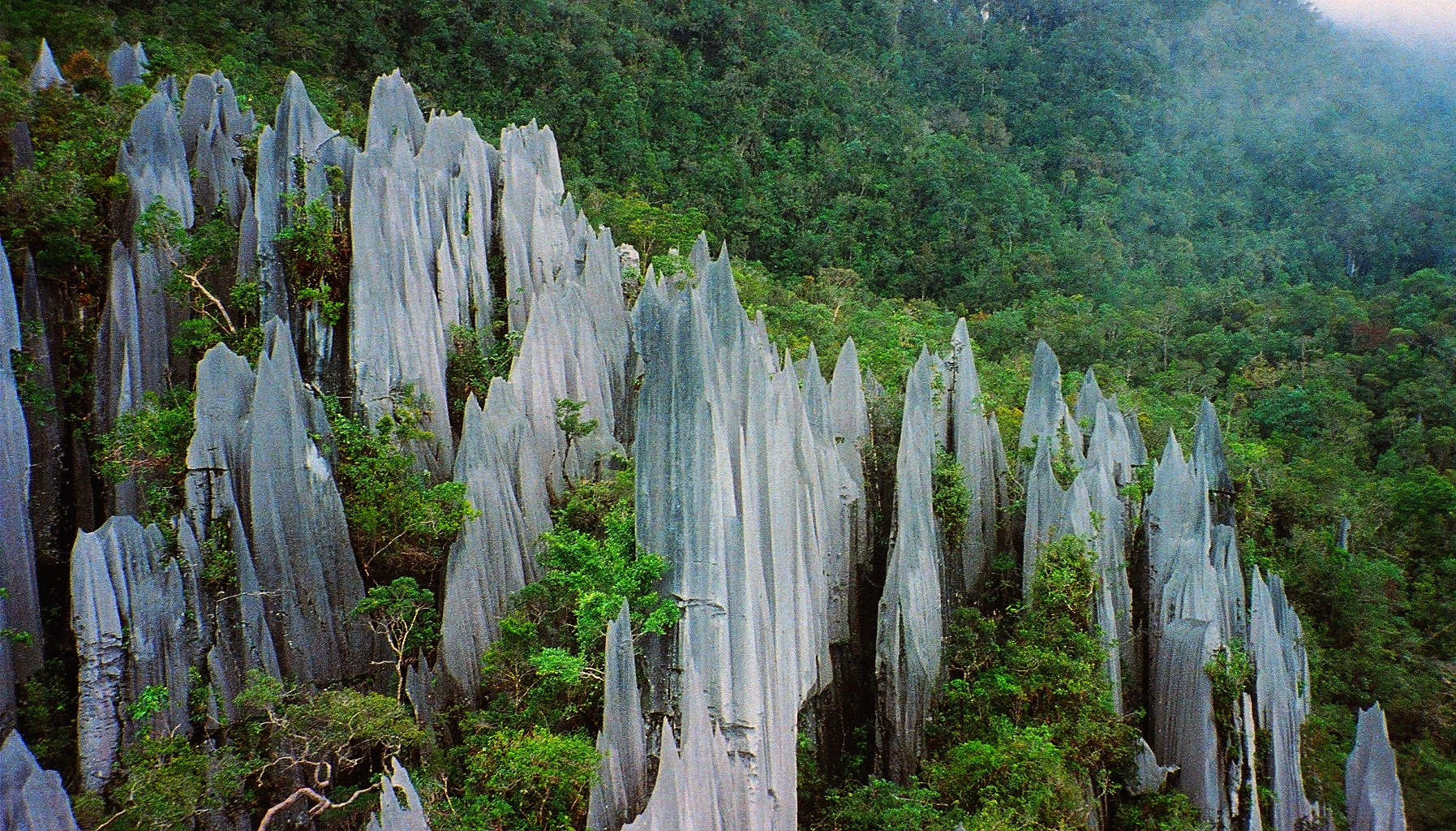
Карст на схилах гори Апі, Калімантан
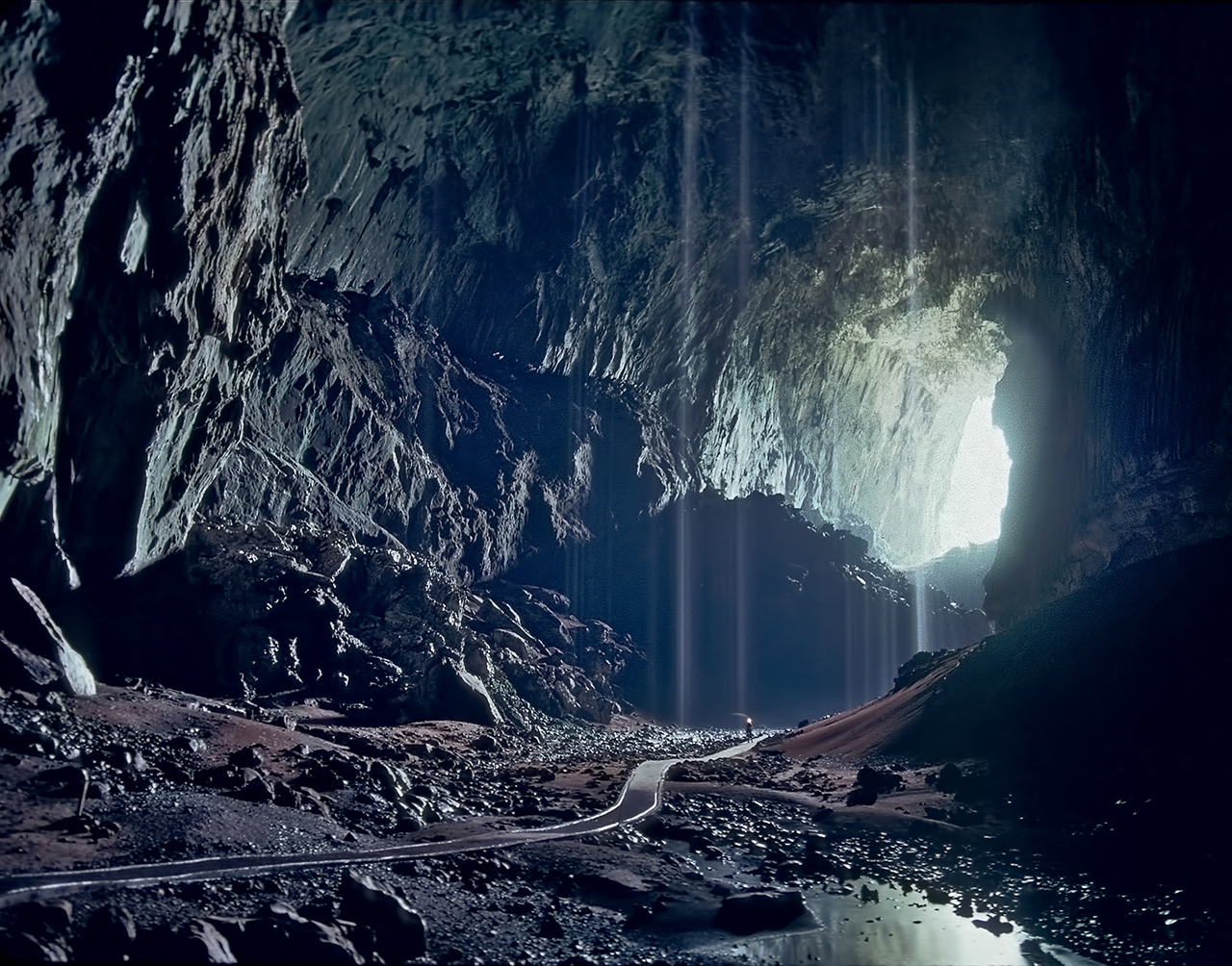
Печера Гуа-Руса

### Узбережжя
Берегова лінія малайзійської частини острова Калімантан має протяжність близько 2250 км, на сході вона сильно розчленована, зокрема затоками Дарвел, Сандакан, Лабук, Маруду, Кіманіс. Береги низькі, часто заболочені.
Берегова лінія півострівної частини Малайзії має протяжність близько 1900 км, береги слабо порізані і характеризуються плавними контурами. Багато зручних гаваней і бухт, в яких побудовані портові споруди. Їх велика частина знаходиться на заході і півдні півострова.

### Острови
У прибережній зоні Малайзії безліч островів. Найбільші з них — Лангкаві і Пінанг, розташованих у Малаккській протоці на північному заході країни, Бангі та Лабуан біля узбережжя штату Сабах.

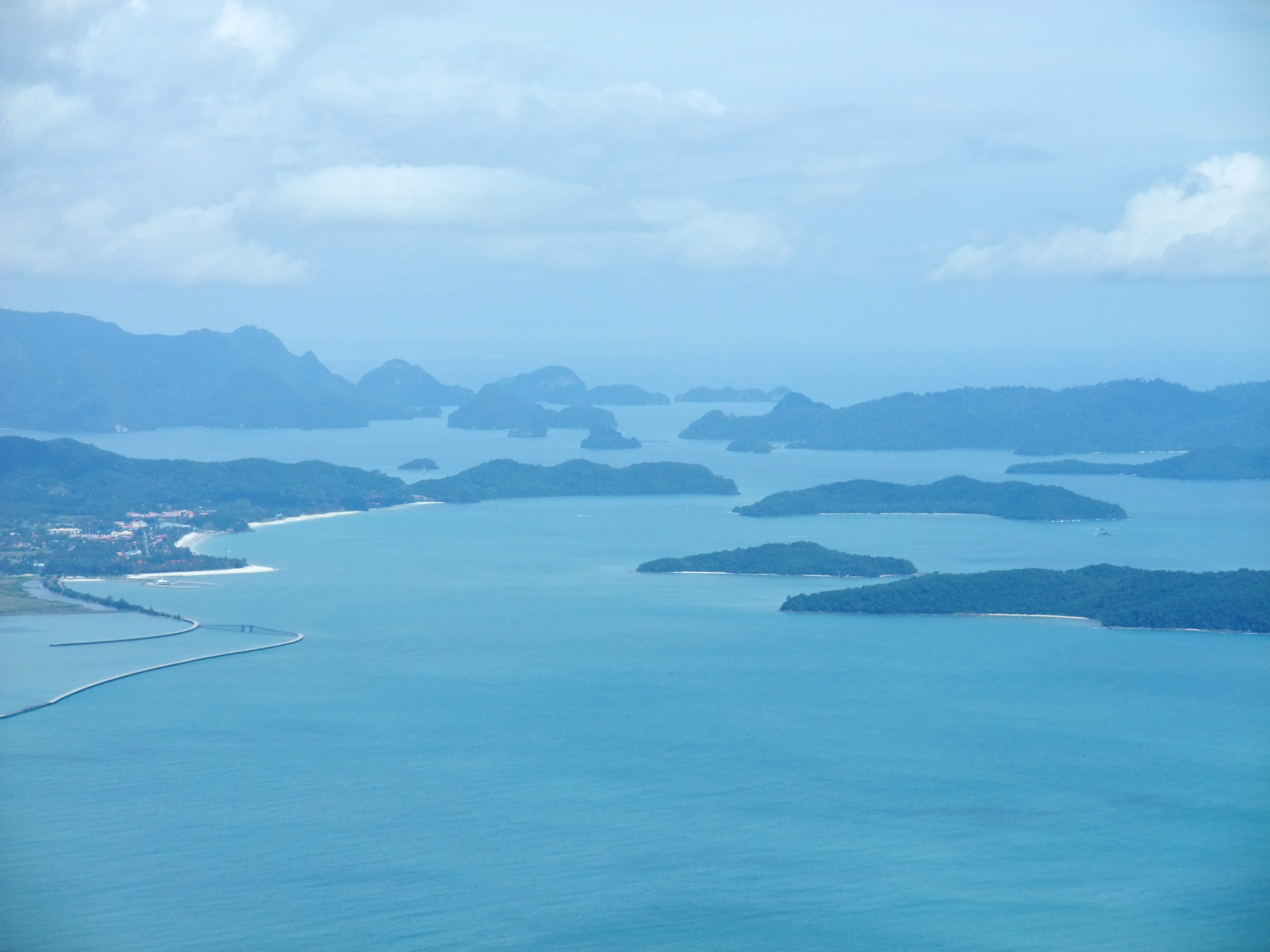
Острови Лангкаві, північно-західна Малакка
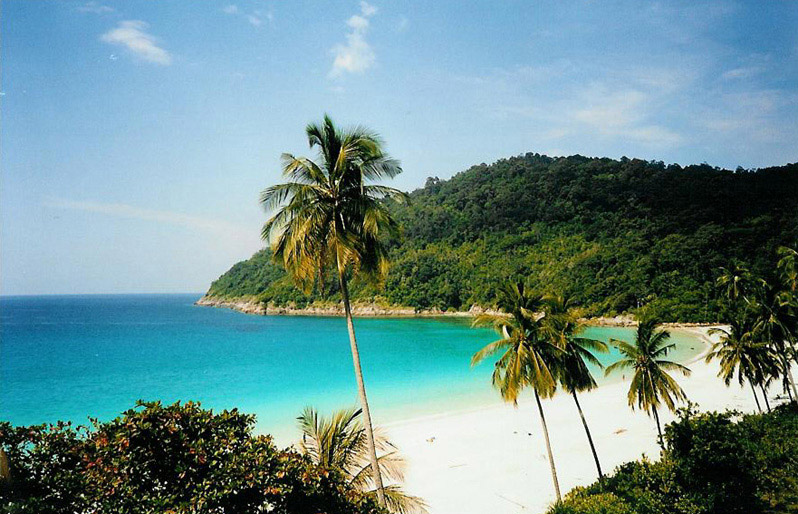
Піщаний пляж острова Реданг

## Клімат
Територія Малайзії лежить у екваторіальному кліматичному поясі. Цілий рік панують екваторіальні повітряні маси. Цілий рік спекотно, сезонні коливання температури незначні, значно менші за добові. Превалюють слабкі вітри, цілий рік надмірне зволоження, майже щодня по обіді йдуть дощі, часто зливи з грозами.

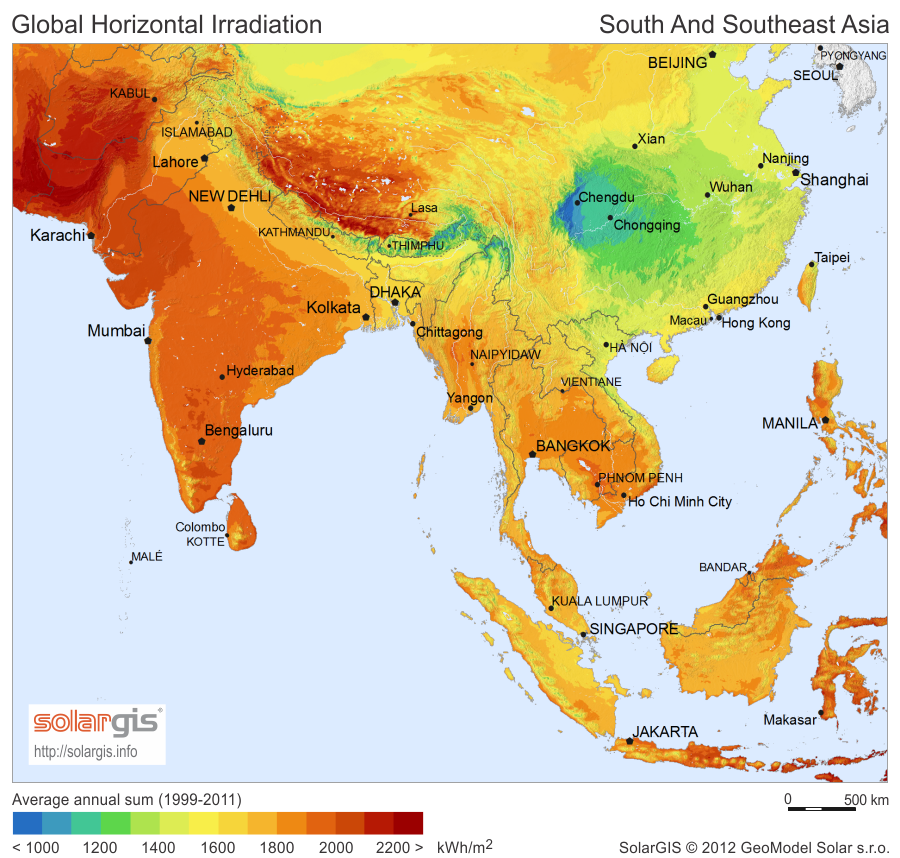
Сонячна радіація (англ.)
Кліматична карта Малайзії (за Кеппеном)

Малайзія є членом Всесвітньої метеорологічної організації (WMO), в країні ведуться систематичні спостереження за погодою.

## Внутрішні води
Загальні запаси відновлюваних водних ресурсів (ґрунтові і поверхневі прісні води) становлять 580 км³. Станом на 2012 рік в країні налічувалось 3,8 тис. км² зрошуваних земель.

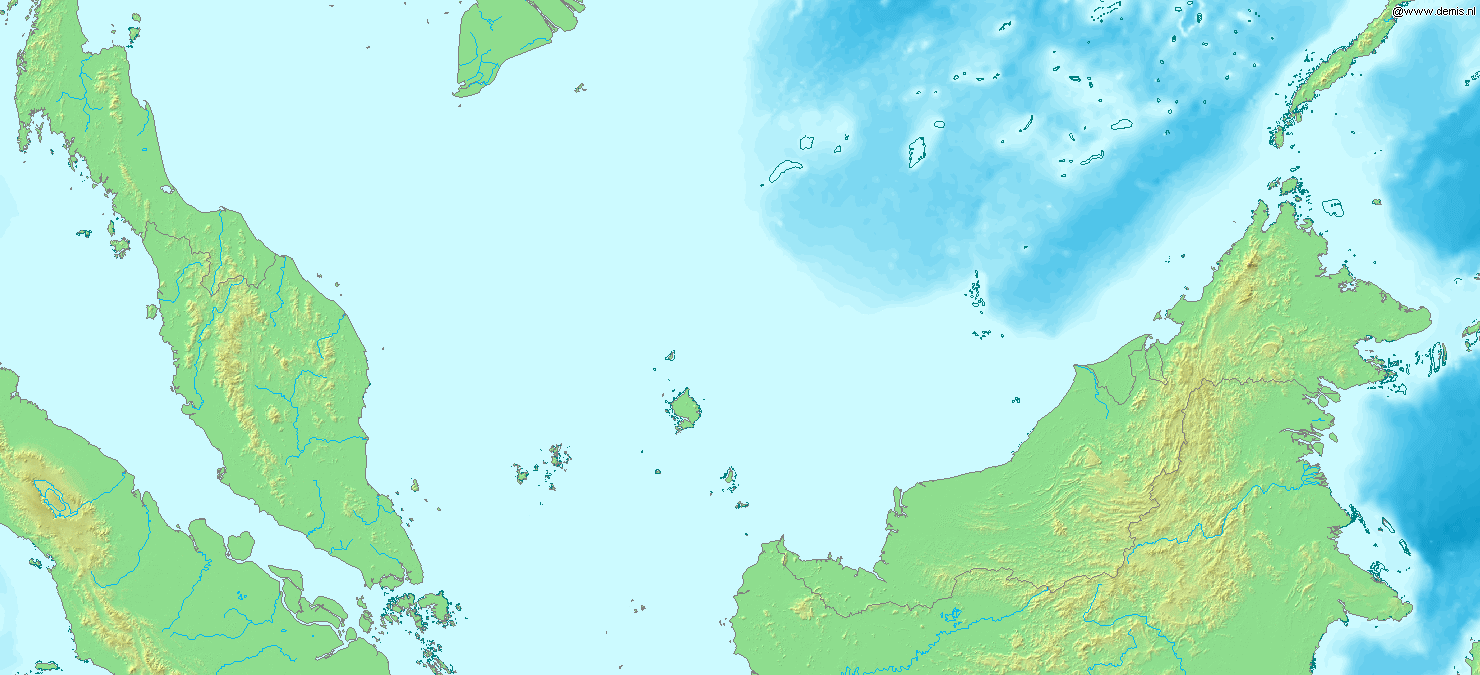
Гідрографічна мережа Малайзії
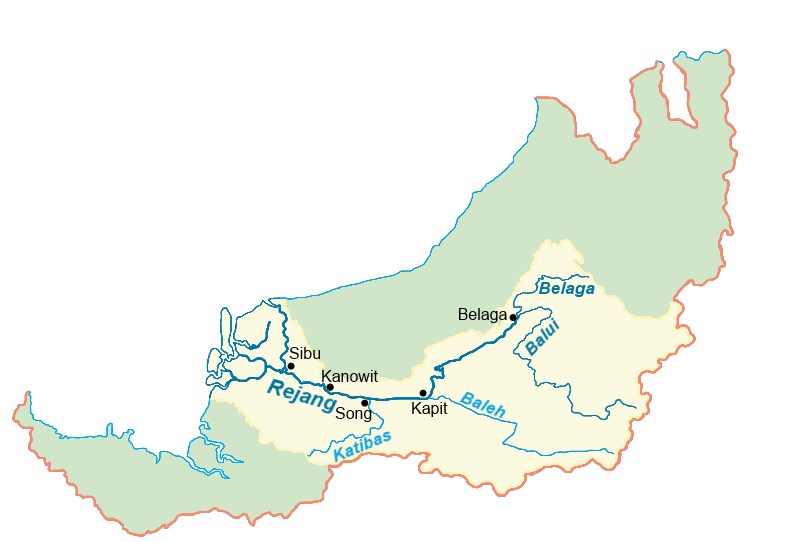
Сточище Раджангу
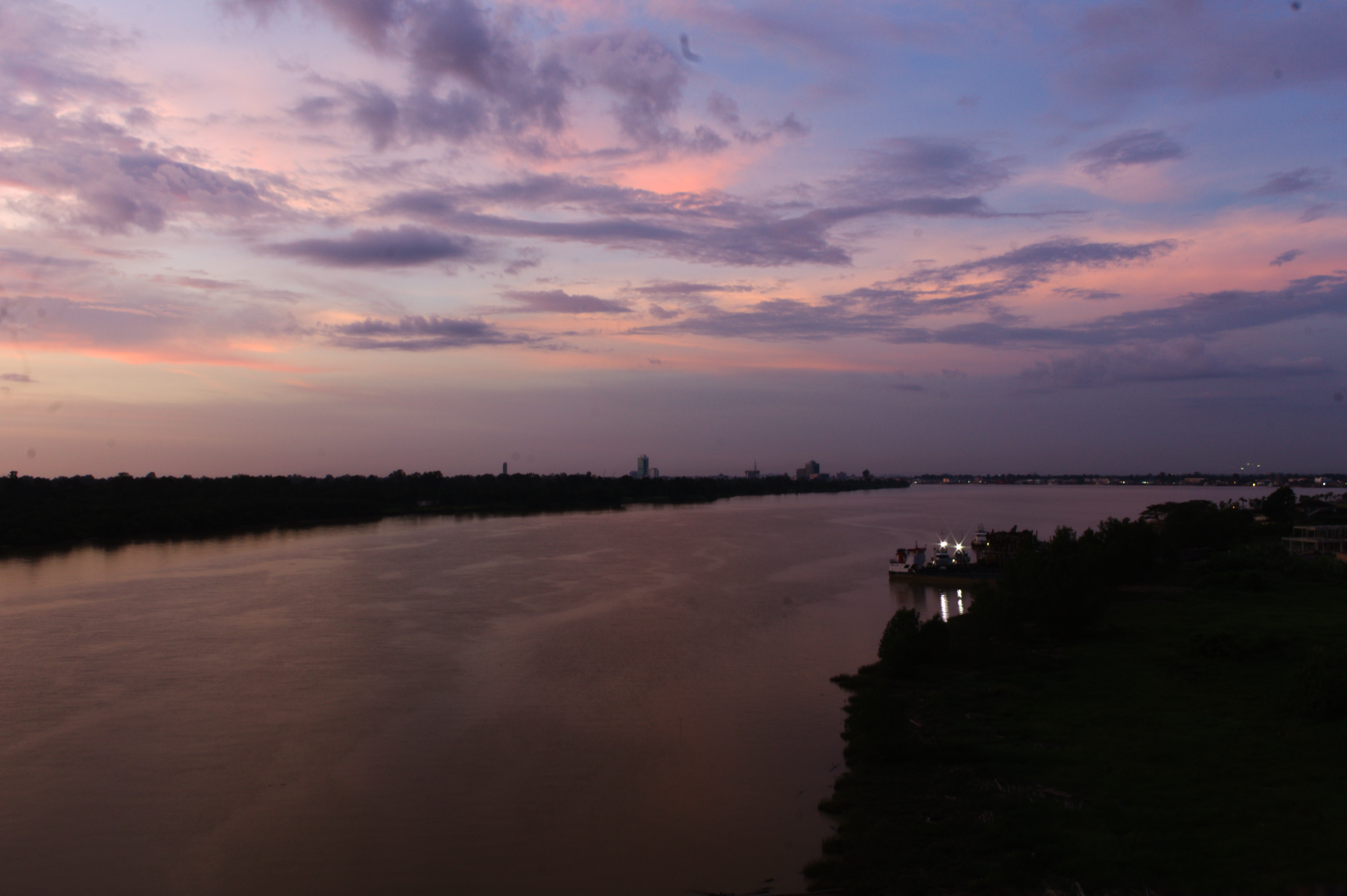
Річка Раджанг
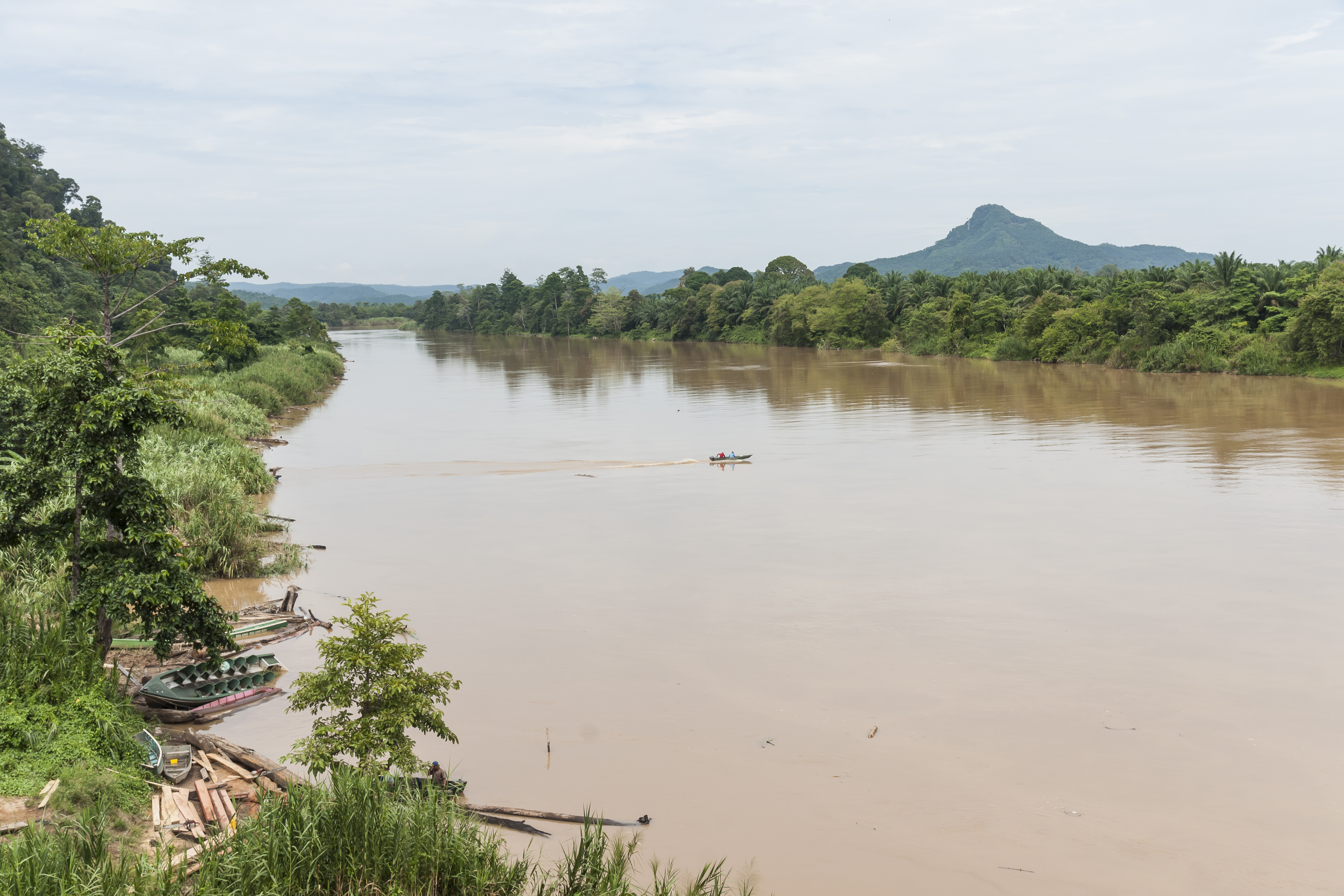
Річка Кінабатанган
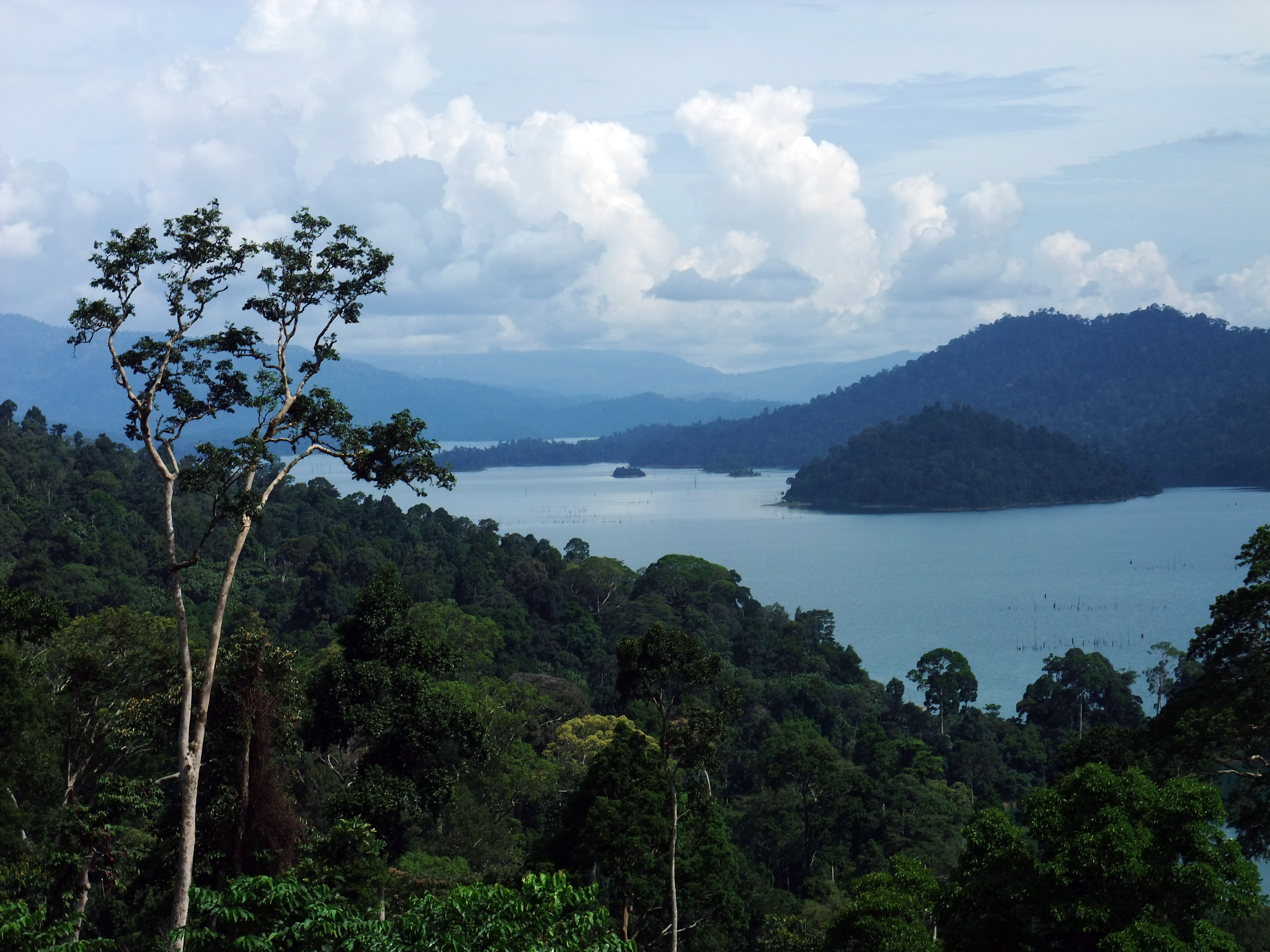
Озеро Кенір

### Річки
Річки країни належать басейну Південнокитайського моря Тихого океану. Півострів Малакка характеризується густою річковою мережею. Однак річки мають невелику довжину. Найбільш протяжні з них — Паханг (близько 320 км), Келантан, Джохор, які впадають у Південнокитайське море, і Перак (270 км), що впадає до Малаккської протоки. На Калімантані річкова мережа більш розріджена. Найбільші річки — Кінабатанган (563 км), Лябук, Сегама, Падас в штаті Сабах і Раджанг (563 км), Барам (402 км), Лупар (228 км), Лімбанг (196 км) в штаті Саравак. Завдяки великій кількості атмосферних опадів річки повноводні цілий рік. Річки Малайзії багаті порогами й водоспадами, є потенційним джерелом електроенергії. Гирла найбільших річок судноплавні.

## Рослинність

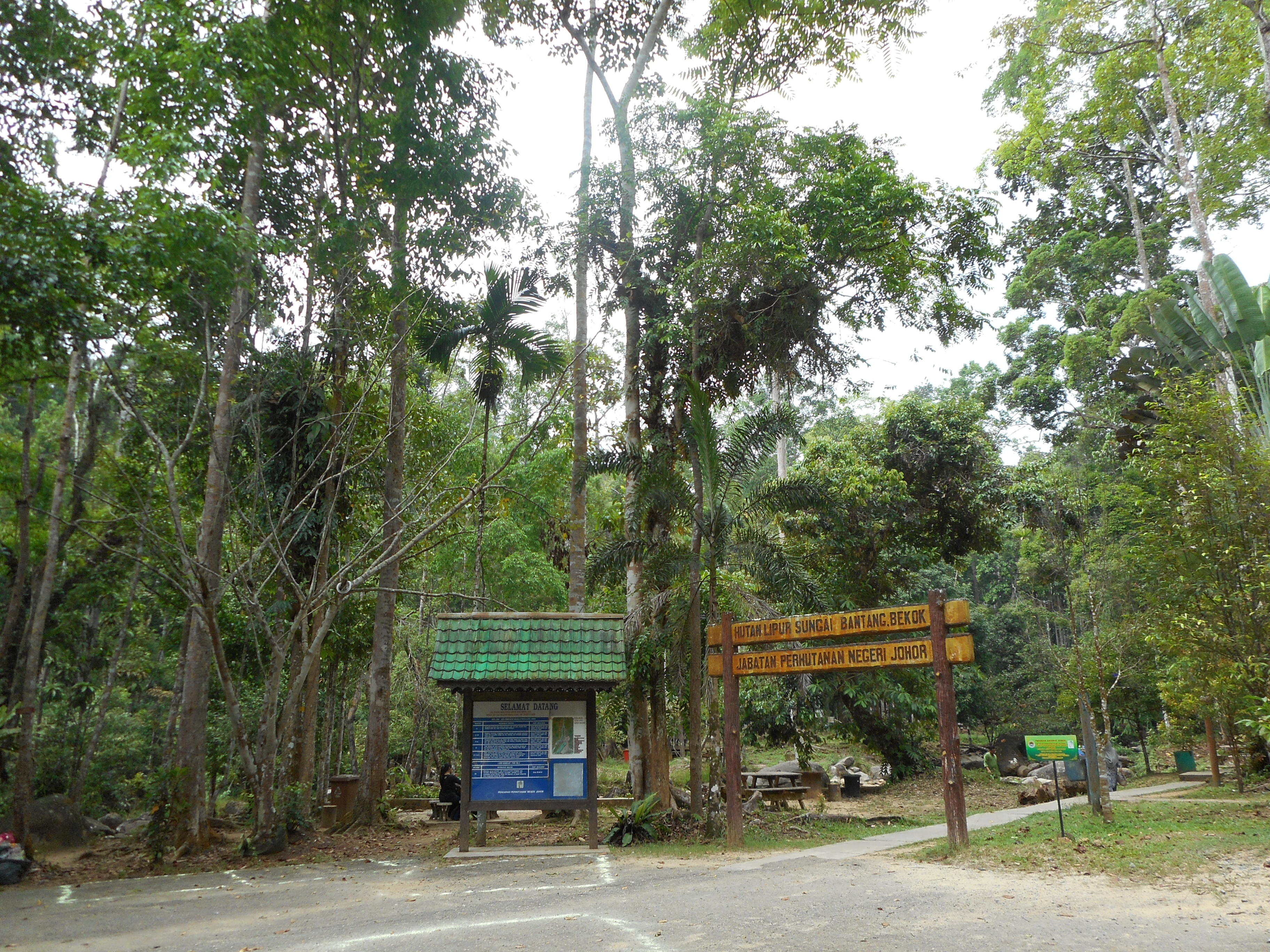
Вологі тропічні ліси
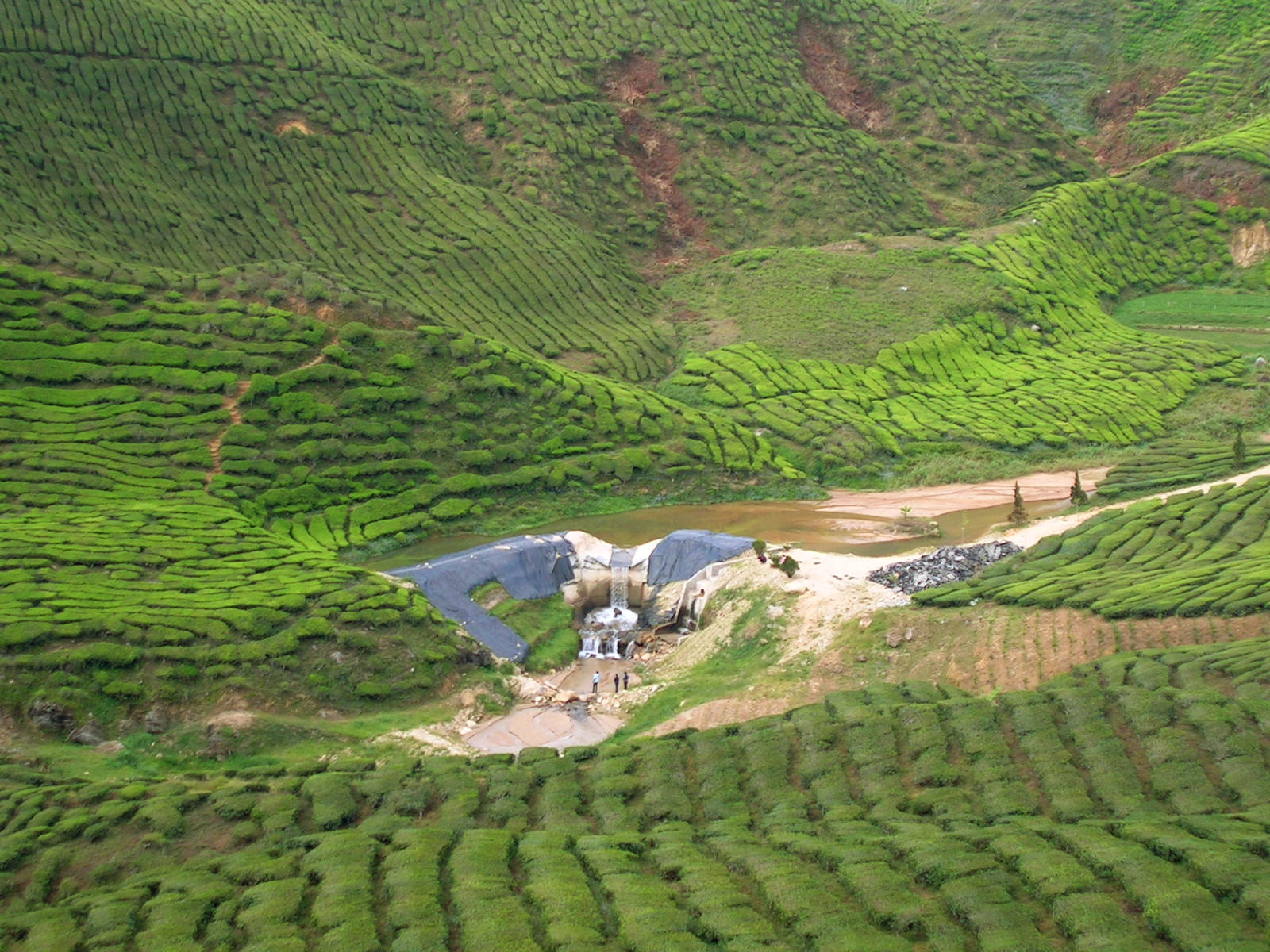
Чайні плантації
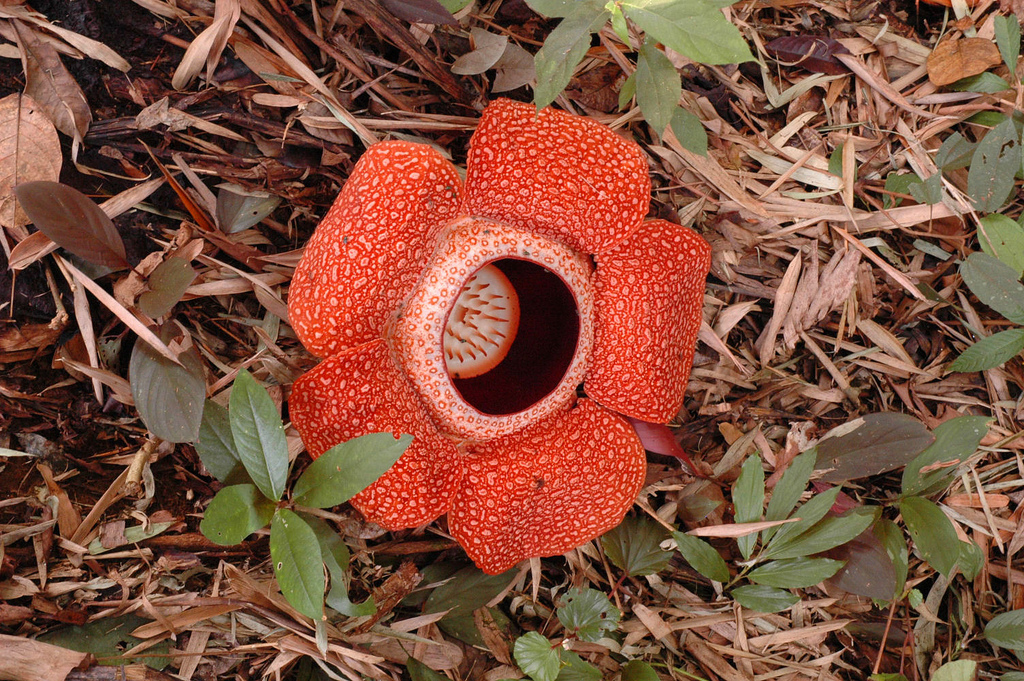
Рафлезія арнольді, найбільша квітка планети

Земельні ресурси Малайзії (оцінка 2011 року):
- придатні для сільськогосподарського обробітку землі — 23,2 %,
  - орні землі — 2,9 %,
  - багаторічні насадження — 19,4 %,
  - землі, що постійно використовуються під пасовища — 0,9 %;
- землі, зайняті лісами і чагарниками — 62 %;
- інше — 14,8 %[1].

## Тваринний світ
У зоогеографічному відношенні територія країни відноситься до Зондської провінції Малайської підобласті Індо-малайської області.

## Охорона природи

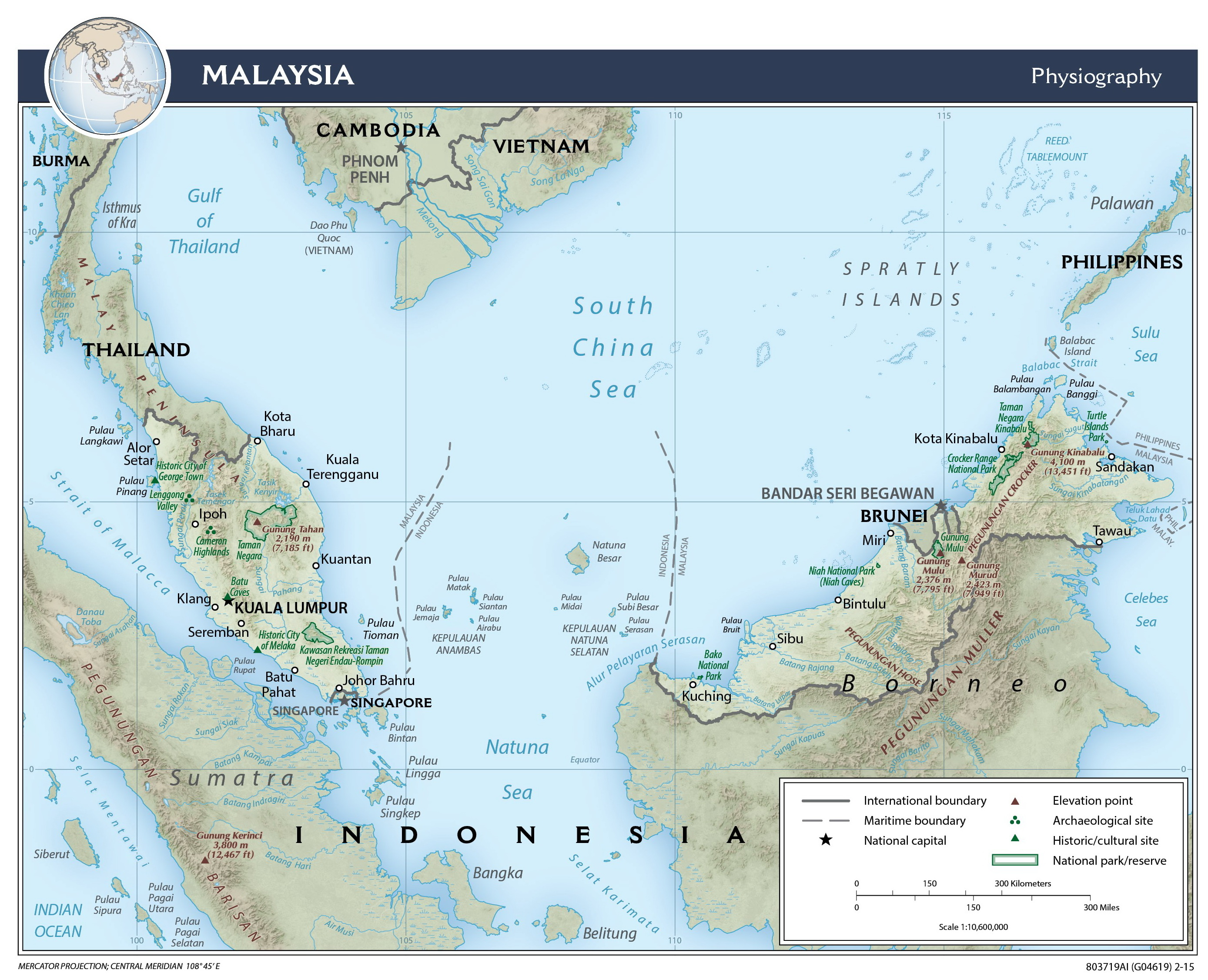
Карта природоохоронних територій Малайзії
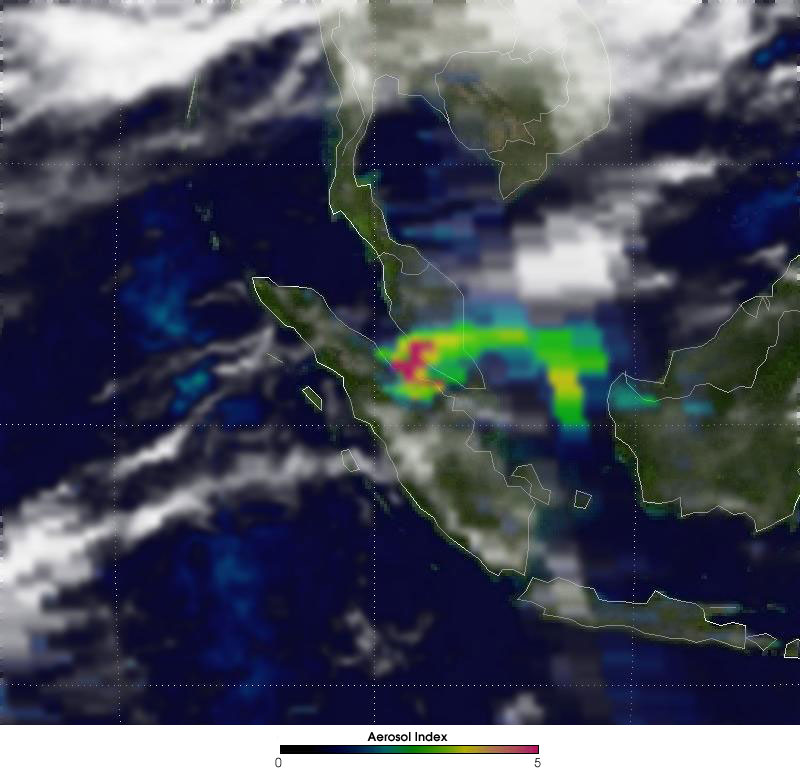
Задимленність над Малаккою і Суматрою

Малайзія є учасником ряду міжнародних угод з охорони навколишнього середовища:
- Конвенції про біологічне різноманіття (CBD),
- Рамкової конвенції ООН про зміну клімату (UNFCCC),
- Кіотського протоколу до Рамкової конвенції,
- Конвенції ООН про боротьбу з опустелюванням (UNCCD),
- Конвенції про міжнародну торгівлю видами дикої фауни і флори, що перебувають під загрозою зникнення (CITES),
- Базельської конвенції протидії транскордонному переміщенню небезпечних відходів,
- Конвенції з міжнародного морського права,
- Конвенції з охорони морських живих ресурсів,
- Монреальського протоколу з охорони озонового шару,
- Міжнародної конвенції запобігання забрудненню з суден (MARPOL),
- Міжнародної угоди про торгівлю тропічною деревиною 1983 і 1994 років,
- Рамсарської конвенції із захисту водно-болотних угідь[12].

## Стихійні лиха та екологічні проблеми
На території країни спостерігаються небезпечні природні явища і стихійні лиха: повіді; зсуви ґрунту; лісові пожежі.
Серед екологічних проблем варто відзначити:
- забруднення повітря промисловими підприємствами і транспортними засобами;
- забруднення вод побутовими стоками;
- знеліснення;
- сезонне задимлення й серпанок від лісових пожеж на індонезійській території острова Калімантан, де відбувається знищення вологих тропічних лісів на потреби плантацій олійної пальми.

## Фізико-географічне районування
У фізико-географічному відношенні територію Малайзії можна розділити на _ райони, що відрізняються один від одного рельєфом, кліматом, рослинним покривом: .

### Українською
- Атлас світу / голов. ред. І. С. Руденко ; зав. ред. В. В. Радченко ; відп. ред. О. В. Вакуленко. — К. : ДНВП «Картографія», 2005. — 336 с. — ISBN 9666315467.
- Атлас. 7 клас. Географія материків і океанів / Укладачі О. Я. Скуратович, Н. І. Чанцева. — К. : ДНВП «Картографія», 2014.
- Бєлозоров С. Т. Географія материків. — К. : Вища школа, 1971. — 371 с.
- Барановська О. В. Фізична географія материків і океанів : навч. посіб. для студентів ВНЗ : [у 2 ч.]. — Н. : Ніжинський державний університет ім. Миколи Гоголя, 2013. — 306 с. — ISBN 978-617-527-106-3.
- Малайзія // Гірничий енциклопедичний словник : [у 3-х тт.] / за ред. В. С. Білецького. — Д. : Східний видавничий дім, 2004. — Т. 3. — 752 с. — ISBN 966-7804-78-X.
- Дубович І. А. Країнознавчий словник-довідник. — 5-те вид., перероб. і доп. — К. : Знання, 2008. — 839 с. — ISBN 978-966-346-330-8.
- Панасенко Б. Д. Фізична географія материків : навч. посіб. : в 2 ч. — В. : ЕкоБізнесЦентр, 1999. — 200 с.
- Фізична географія материків та океанів : підруч. для студ. вищ. навч. закл. : у 2 т / за ред. П. Г. Шищенка. — К. : Видавництво Київського нац. ун-т ім. Т. Шевченка, 2009. — Т. 1. : Азія. — 643 с. — ISBN 978-966-439-257-7.
- Юрківський В. М. Регіональна економічна і соціальна географія. Зарубіжні країни: Підручник. — 2-ге. — К. : Либідь, 2001. — 416 с. — ISBN 966-06-0092-5.

### Англійською
- (англ.) Graham Bateman. The Encyclopedia of World Geography. — Andromeda, 2002. — 288 с. — ISBN 1871869587.

### Російською
- (рос.) Авакян А. Б., Салтанкин В. П., Шарапов В. А. Водохранилища. — М. : Мысль, 1987. — 326 с. — (Природа мира)
- (рос.) Алисов Б. П., Берлин И. А., Михель В. М. Курс климатологии [в 3-х тт.] / под. ред. Е. С. Рубинштейна. — Л. : Гидрометиздат, 1954. — Т. 3. Климаты земного шара. — 320 с.
- (рос.) Апродов В. А. Вулканы. — М. : Мысль, 1982. — 368 с. — (Природа мира)
- (рос.) Апродов В. А. Зоны землетрясений. — М. : Мысль, 2010. — 462 с. — (Природа мира) — ISBN 978-5-244-01122-7.
- (рос.) Букштынов А. Д., Грошев Б. И., Крылов Г. В. Леса. — М. : Мысль, 1981. — 316 с. — (Природа мира)
- (рос.) Власова Т. В. Физическая география материков. С прилегающими частями океанов. Евразия, Северная Америка. — 4-е, перераб. — М. : Просвещение, 1986. — 417 с.
- (рос.) Гвоздецкий Н. А. Карст. — М. : Мысль, 1981. — 214 с. — (Природа мира)
- (рос.) Гвоздецкий Н. А., Голубчиков Ю. Н. Горы. — М. : Мысль, 1987. — 400 с. — (Природа мира)
- (рос.) Географический энциклопедический словарь: географические названия / под. ред. А. Ф. Трёшникова. — 2-е изд., доп. — М. : Советская энциклопедия, 1989. — 585 с. — ISBN 5-85270-057-6.
- (рос.) Исаченко А. Г., Шляпников А. А. Ландшафты. — М. : Мысль, 1989. — 504 с. — (Природа мира) — ISBN 5-244-00177-9.
- (рос.) Каплин П. А., Леонтьев О. К., Лукьянова С. А., Никифоров Л. Г. Берега. — М. : Мысль, 1991. — 480 с. — (Природа мира) — ISBN 5-244-00449-2.
- (рос.) Словарь современных географических названий / под общей редакцией акад. В. М. Котлякова. — Екатеринбург : У-Фактория, 2006.
- (рос.) Литвин В. М., Лымарев В. И. Острова. — М. : Мысль, 2010. — 288 с. — (Природа мира) — ISBN 978-5-244-01129-6.
- (рос.) Лобова Е. В., Хабаров А. В. Почвы. — М. : Мысль, 1983. — 304 с. — (Природа мира)
- (рос.) Максаковский В. П. Географическая картина мира. Книга I: Общая характеристика мира. — М. : Дрофа, 2008. — 495 с. — ISBN 978-5-358-05275-8.
- (рос.) Максаковский В. П. Географическая картина мира. Книга II: Региональная характеристика мира. — М. : Дрофа, 2009. — 480 с. — ISBN 978-5-358-06280-1.
- (рос.) Малайзія // Поспелов Е. М. Топонимический словарь. — М. : АСТ, 2005. — 229 с. — ISBN 5-17-016407-6.
- (рос.) Пфеффер П. Азия. — М. : Прогресс, 1982. — 316 с. — (Континенты, на которых мы живем)
- (рос.) География / под ред. проф. А. П. Горкина. — М. : Росмэн-Пресс, 2006. — 624 с. — (Современная иллюстрированная энциклопедия) — ISBN 5-353-02443-5.
- (рос.) Физико-географический атлас мира. — М. : Академия наук СССР и Главное управление геодезии и картографии ГУГК СССР, 1964. — 298 с.
- (рос.) Энциклопедия стран мира / глав. ред. Н. А. Симония. — М. : НПО «Экономика» РАН, отделение общественных наук, 2004. — 1319 с. — ISBN 5-282-02318-0.